# 馬卡里奧沃
48°19′39″N 22°48′0″E / 48.32750°N 22.80000°E
馬卡里奧沃（烏克蘭語：Макарьово），是烏克蘭的村落，位於該國西部外喀爾巴阡州，由穆卡切沃區負責管轄，始建於1700年，面積3.34平方公里，海拔高度126米，2001年人口1,753，人口密度每平方公里525.16人。